# العلاقات البنغالية اللبنانية
تشير العلاقات البنجلاديشية اللبنانية إلى العلاقات الثنائية بين بنغلاديش، التي تقع في جنوب شرق آسيا ولبنان، التي تقع في شمال آسيا.

## حرب لبنان 2006
وصفت بنغلاديش قصف إسرائيل على لبنان في عام 2006 بأنه إرهاب دولة ودعمت بالكامل قضية لبنان في هذا الحدث.  رحبت الحكومة اللبنانية بتعهد بنغلاديش بإرسال قوات إلى اليونيفيل. قدمت بنغلاديش أيضًا كل أنواع المساعدة لإعادة تأهيل لبنان وإعادة بنائه بعد الحرب.  في عام 2010، أصبحت بنغلاديش أول بلد في جنوب آسيا يرسل سفن حربية إلى اليونيفيل عندما غادر بي إن إس عثمان و بي إن إس مادهوموتي شيتاجونج إلى لبنان. 

## التعاون الاقتصادي
في عام 2014، قام وفد أعمال من بنغلاديش بزيارة إلى لبنان. أبدى لبنان اهتمامًا عميقًا باستيراد الجوت ومنتجات الجوت من بنغلاديش. إضافة إلى ذلك، تم تحديد الملابس الجاهزة من بنغلادش والأسماك والسيراميك والجلود والرائدة كمنتجات متطلبة في السوق اللبنانية. 